# Gonzalo Sorondo
Gonzalo Sorondo Amaro (Montevideo, 9 ottobre 1979) è un ex calciatore uruguaiano, di ruolo difensore.

## Carriera

### Club
Sorondo inizia nel Defensor Sporting, trasferendosi poi all'Inter nel 2001, che ne paga il cartellino 18 miliardi di lire. Dopo poche partite giocate e due stagioni complessivamente fallimentari, nel 2003 viene prestato alla squadra belga dello Standard Liegi.
Altri prestiti al Crystal Palace ed al Charlton segnano l'inizio del periodo inglese di questo centrale difensivo, che firma, dopo il prestito, un contratto definitivo con il Charlton, dove resta fino al 2007, anno in cui, svincolato, torna al Defensor Sporting, prima di trasferirsi in Brasile, all'Internacional, dove nel 2010 vince la Coppa Libertadores. Il 20 dicembre 2011 firma un contratto di un anno con il Grêmio, ma i problemi al legamento del ginocchio evidenziati durante le visite mediche del 9 gennaio 2012 hanno fatto saltare all'ultimo l'acquisto.
nel febbraio del 2013 viene ingaggiato dal Defensor Sporting dove fa il suo ritorno per la terza volta, ma anche qui, il calciatore per i continui problemi al ginocchio non verrà mai utilizzato così a fine stagione la squadra non gli rinnova il contratto e rimane nuovamente svincolato.

### Nazionale
Un tempo membro fisso della nazionale uruguaiana, il suo debutto risale al 15 agosto 2000 in occasione di un incontro con la Colombia. Prende successivamente parte alla Coppa del Mondo FIFA 2002, ma gli infortuni accorsi negli ultimi anni lo hanno progressivamente escluso dalla selezione.

## Statistiche

### Presenze e reti nei club
Statistiche aggiornate al 16 marzo 2011.
| Stagione                 | Squadra                  | Campionato               | Campionato | Campionato | Coppe nazionali | Coppe nazionali | Coppe nazionali | Coppe continentali | Coppe continentali | Coppe continentali | Altre coppe | Altre coppe | Altre coppe | Totale | Totale |
| Stagione                 | Squadra                  | Comp                     | Pres       | Reti       | Comp            | Pres            | Reti            | Comp               | Pres               | Reti               | Comp        | Pres        | Reti        | Pres   | Reti   |
| ------------------------ | ------------------------ | ------------------------ | ---------- | ---------- | --------------- | --------------- | --------------- | ------------------ | ------------------ | ------------------ | ----------- | ----------- | ----------- | ------ | ------ |
| 1998                     | Defensor Sporting        | PD                       | 4          | 0          | -               | -               | -               | -                  | -                  | -                  | -           | -           | -           | 4      | 0      |
| 1999                     | Defensor Sporting        | PD                       | 12         | 0          | -               | -               | -               | -                  | -                  | -                  | -           | -           | -           | 12     | 0      |
| 2000                     | Defensor Sporting        | PD                       | 27         | 4          | -               | -               | -               | -                  | -                  | -                  | -           | -           | -           | 27     | 4      |
| gen.-set. 2001           | Defensor Sporting        | PD                       | 18         | 0          | -               | -               | -               | CL                 | 4                  | 0                  | -           | -           | -           | 22     | 0      |
| set. 2001-2002           | Inter                    | A                        | 11         | 0          | CI              | 1               | 0               | CU                 | 0                  | 0                  | -           | -           | -           | 12     | 0      |
| 2002-2003                | Inter                    | A                        | 0          | 0          | CI              | 0               | 0               | UCL                | 0                  | 0                  | -           | -           | -           | 0      | 0      |
| Totale Inter             | Totale Inter             | Totale Inter             | 11         | 0          |                 | 1               | 0               |                    | 0                  | 0                  |             | -           | -           | 12     | 0      |
| 2003-2004                | Standard Liegi           | D1                       | 23         | 2          | CB              | 1               | 0               | -                  | -                  | -                  | -           | -           | -           | 24     | 2      |
| 2004-2005                | Crystal Palace           | PL                       | 20         | 0          | FACup+CdL       | 0+2             | 0               | -                  | -                  | -                  | -           | -           | -           | 22     | 0      |
| 2005-2006                | Charlton                 | PL                       | 7          | 0          | FACup+CdL       | 0+1             | 0               | -                  | -                  | -                  | -           | -           | -           | 8      | 0      |
| 2006-feb. 2007           | Charlton                 | PL                       | 1          | 0          | FACup+CdL       | 0+0             | 0               | -                  | -                  | -                  | -           | -           | -           | 1      | 0      |
| Totale Charlton          | Totale Charlton          | Totale Charlton          | 8          | 0          |                 | 1               | 0               |                    | -                  | -                  |             | -           | -           | 9      | 0      |
| mar.-giu. 2007           | Defensor Sporting        | PD                       | 9          | 0          | -               | -               | -               | CL+CS              | 4+3                | 1+0                | -           | -           | -           | 16     | 1      |
| lug.-dic. 2007           | Internacional            | A+A1/RS                  | 8+?        | 1+?        | CB              | 0               | 0               | CL                 | -                  | -                  | -           | -           | -           | 8+     | 1+     |
| 2008                     | Internacional            | A+A1/RS                  | 8+?        | 0+?        | CB              | 0               | 0               | CS                 | 1                  | 0                  | -           | -           | -           | 9+     | 0+     |
| 2009                     | Internacional            | A+A1/RS                  | 17+?       | 2+?        | CB              | 0               | 0               | CS                 | 1                  | 0                  | RS+CSB      | 0+1         | 0           | 19+    | 2+     |
| 2010                     | Internacional            | A+A1/RS                  | 14+10      | 1+2        | CB              | 0               | 0               | CL                 | 9                  | 1                  | Cmc         | 0           | 0           | 33     | 4      |
| 2011                     | Internacional            | A+A1/RS                  | 0+6        | 0          | CB              | 0               | 0               | CL                 | 3                  | 0                  | RS          | 0           | 0           | 9      | 0      |
| Totale Internacional     | Totale Internacional     | Totale Internacional     | 47+16      | 4+2        |                 | 0               | 0               |                    | 14                 | 1                  |             | 1           | 0           | 78+    | 7+     |
| gen.-giu. 2013           | Defensor Sporting        | PD                       | 0          | 0          | -               | -               | -               | CL                 | 0                  | 0                  | -           | -           | -           | 0      | 0      |
| Totale Defensor Sporting | Totale Defensor Sporting | Totale Defensor Sporting | 70         | 4          |                 | -               | -               |                    | 11                 | 1                  |             | -           | -           | 73+    | 6+     |
| Totale Carriera          | Totale Carriera          | Totale Carriera          | 179+16     | 10+2       |                 | 5               | 0               |                    | 25                 | 2                  |             | 1           | 0           | 226+   | 14+    |

### Cronologia presenze e reti in nazionale
| Cronologia completa delle presenze e delle reti in nazionale ― Uruguay | Cronologia completa delle presenze e delle reti in nazionale ― Uruguay | Cronologia completa delle presenze e delle reti in nazionale ― Uruguay | Cronologia completa delle presenze e delle reti in nazionale ― Uruguay | Cronologia completa delle presenze e delle reti in nazionale ― Uruguay | Cronologia completa delle presenze e delle reti in nazionale ― Uruguay | Cronologia completa delle presenze e delle reti in nazionale ― Uruguay | Cronologia completa delle presenze e delle reti in nazionale ― Uruguay |
| Data                                                                   | Città                                                                  | In casa                                                                | Risultato                                                              | Ospiti                                                                 | Competizione                                                           | Reti                                                                   | Note                                                                   |
| ---------------------------------------------------------------------- | ---------------------------------------------------------------------- | ---------------------------------------------------------------------- | ---------------------------------------------------------------------- | ---------------------------------------------------------------------- | ---------------------------------------------------------------------- | ---------------------------------------------------------------------- | ---------------------------------------------------------------------- |
| 15-8-2000                                                              | Bogotà                                                                 | Colombia                                                               | 1 – 0                                                                  | Uruguay                                                                | Qual. Mondiali 2002                                                    | -                                                                      |                                                                        |
| 8-10-2000                                                              | Buenos Aires                                                           | Argentina                                                              | 2 – 1                                                                  | Uruguay                                                                | Qual. Mondiali 2002                                                    | -                                                                      |                                                                        |
| 15-11-2000                                                             | La Paz                                                                 | Bolivia                                                                | 0 – 0                                                                  | Uruguay                                                                | Qual. Mondiali 2002                                                    | -                                                                      |                                                                        |
| 28-2-2001                                                              | Capodistria                                                            | Slovenia                                                               | 0 – 2                                                                  | Uruguay                                                                | Amichevole                                                             | -                                                                      | 75’                                                                    |
| 28-3-2001                                                              | Montevideo                                                             | Uruguay                                                                | 0 – 1                                                                  | Paraguay                                                               | Qual. Mondiali 2002                                                    | -                                                                      |                                                                        |
| 24-4-2001                                                              | Santiago del Cile                                                      | Cile                                                                   | 0 – 1                                                                  | Uruguay                                                                | Qual. Mondiali 2002                                                    | -                                                                      |                                                                        |
| 1-7-2001                                                               | Montevideo                                                             | Uruguay                                                                | 1 – 0                                                                  | Brasile                                                                | Qual. Mondiali 2002                                                    | -                                                                      |                                                                        |
| 14-7-2001                                                              | Medellín                                                               | Bolivia                                                                | 0 – 1                                                                  | Uruguay                                                                | Coppa America 2001 - 1º turno                                          | -                                                                      | cap.                                                                   |
| 17-7-2001                                                              | Medellín                                                               | Uruguay                                                                | 1 – 1                                                                  | Costa Rica                                                             | Coppa America 2001 - 1º turno                                          | -                                                                      | cap. 78’                                                               |
| 23-7-2001                                                              | Armenia                                                                | Costa Rica                                                             | 1 – 2                                                                  | Uruguay                                                                | Coppa America 2001 - Quarti di finale                                  | -                                                                      | cap.                                                                   |
| 25-7-2001                                                              | Pereira                                                                | Messico                                                                | 2 – 1                                                                  | Uruguay                                                                | Coppa America 2001 - Semifinale                                        | -                                                                      | cap.                                                                   |
| 29-7-2001                                                              | Bogotà                                                                 | Uruguay                                                                | 2 – 2 dts (4 – 5 dtr)                                                  | Honduras                                                               | Coppa America 2001 - Finale 3º posto                                   | -                                                                      | cap. 41’                                                               |
| 14-8-2001                                                              | Maracaibo                                                              | Venezuela                                                              | 2 – 0                                                                  | Uruguay                                                                | Qual. Mondiali 2002                                                    | -                                                                      |                                                                        |
| 25-11-2001                                                             | Montevideo                                                             | Uruguay                                                                | 3 – 0                                                                  | Australia                                                              | Qual. Mondiali 2002                                                    | -                                                                      | 82’                                                                    |
| 13-2-2002                                                              | Montevideo                                                             | Uruguay                                                                | 2 – 1                                                                  | Corea del Sud                                                          | Amichevole                                                             | -                                                                      | 34’ 63’                                                                |
| 12-5-2002                                                              | Washington                                                             | Stati Uniti                                                            | 2 – 1                                                                  | Uruguay                                                                | Amichevole                                                             | -                                                                      |                                                                        |
| 16-5-2002                                                              | Shenyang                                                               | Cina                                                                   | 0 – 2                                                                  | Uruguay                                                                | Amichevole                                                             | -                                                                      |                                                                        |
| 21-5-2002                                                              | Singapore                                                              | Singapore                                                              | 1 – 2                                                                  | Uruguay                                                                | Amichevole                                                             | -                                                                      | cap. 54’                                                               |
| 1-6-2002                                                               | Ulsan                                                                  | Uruguay                                                                | 1 – 2                                                                  | Danimarca                                                              | Mondiali 2002 - 1º turno                                               | -                                                                      |                                                                        |
| 6-6-2002                                                               | Pusan                                                                  | Francia                                                                | 0 – 0                                                                  | Uruguay                                                                | Mondiali 2002 - 1º turno                                               | -                                                                      |                                                                        |
| 11-6-2002                                                              | Suwon                                                                  | Senegal                                                                | 3 – 3                                                                  | Uruguay                                                                | Mondiali 2002 - 1º turno                                               | -                                                                      | 32’                                                                    |
| 28-3-2003                                                              | Tokyo                                                                  | Giappone                                                               | 2 – 2                                                                  | Uruguay                                                                | Amichevole                                                             | -                                                                      |                                                                        |
| 16-7-2003                                                              | La Plata                                                               | Argentina                                                              | 2 – 2                                                                  | Uruguay                                                                | Amichevole                                                             | -                                                                      | 5’                                                                     |
| 10-9-2003                                                              | Asunción                                                               | Paraguay                                                               | 4 – 1                                                                  | Uruguay                                                                | Qual. Mondiali 2006                                                    | -                                                                      |                                                                        |
| 31-3-2004                                                              | Montevideo                                                             | Uruguay                                                                | 0 – 3                                                                  | Venezuela                                                              | Qual. Mondiali 2006                                                    | -                                                                      |                                                                        |
| 1-6-2004                                                               | Montevideo                                                             | Uruguay                                                                | 1 – 3                                                                  | Perù                                                                   | Qual. Mondiali 2006                                                    | -                                                                      | 33’                                                                    |
| 17-8-2005                                                              | Gijón                                                                  | Spagna                                                                 | 2 – 0                                                                  | Uruguay                                                                | Amichevole                                                             | -                                                                      |                                                                        |
| Totale                                                                 |                                                                        | Presenze                                                               | 27                                                                     |                                                                        | Reti                                                                   | 0                                                                      |                                                                        |

## Palmarès

### Competizioni internazionali
- Coppa Sudamericana: 1

Internacional: 2008
- Coppa Suruga Bank: 1

Internacional: 2009
- Coppa Libertadores: 1

Internacional: 2010
- Recopa Sudamericana: 1

Internacional: 2011